# César Luis Menotti
César Luis Menotti, argentinski nogometaš in trener, * 5. november 1938, Rosario, Argentina, † 5. maj 2024, Buenos Aires, Argentina.
Menotti je v svoji karieri igral za klube Rosario Central, Racing Club, Boca Juniors, New York Generals, Santos FC in Clube Atlético Juventus. Najdlje je igral za Rosario, za katerega je med letoma 1960 in 1963 odigral 86 prvenstvenih tekem in dosegel 47 golov. Za argentinsko reprezentanco je odigral dve uradni tekmi.
Med letoma 1974 in 1982 je bil selektor argentinske reprezentance, s katero je osvojil naslov svetovnega prvaka na prvenstvu leta 1978. Med letoma 1991 in 1992 je bil selektor mehiške reprezentance. V dolgi trenerski karieri, ki je trajala med letoma 1970 in 2007, je vodil tudi klube FC Barcelona, Boca Juniors, Atlético Madrid in River Plate.